# Peter Nisser
William Arthur Georg Nisser, känd som Peter Nisser, född den 7 september 1919 i Alsters socken, död där den 11 januari 1999, var en svensk författare och godsägare.

## Biografi
Peter Nisser växte upp på Alstrums herrgård i Värmland. Han skrev romaner där han ofta på olika sätt skildrar döden.. Han planerade att tillsammans med en kamrat delta i spanska inbördeskriget på Francos sida, men stoppades på gränsen till Spanien då han saknade rätt papper. Nisser anmälde sig också som frivillig till Svenska frivilligkåren och Svenska frivilligkompaniet, och deltog i stridigheter vid finsk-ryska gränsen under Fortsättningskriget. Efter andra världskriget deltog Nisser i byggandet av "ungdomens järnväg" i Jugoslavien, där flera av hans noveller i samlingen Irrande liv utspelar sig. Han var en av de svenska författare som skrev i Ernest Hemingways anda. Ett par av Nissers romaner nyutgavs mot slutet av 1990-talet av det nu avsomnade förlaget Gondolin i Eslöv.
Peter Nisser var sonson till Ernst Nisser, son till Ernst Konrad Nisser och äldre bror till Per-Erik Nisser. Han var farbror till Per-Samuel Nisser.